# El Matan
El Matan,  en hébreu : אל מתן, est un avant-poste israélien, situé à 1 km au sud de la colonie Ma'ale Shomron (en) en Cisjordanie occupée. Administrativement, il fait partie du conseil régional de Shomron, dans le district de Judée et Samarie. Il est fondé par un groupe de jeunes religieux des localités voisines, en 2000 et regroupe 48 personnes.

## Situation juridique
En application de la IVe Convention de Genève dans les Territoires palestiniens, la communauté internationale, considère comme illégales, les colonies israéliennes de Cisjordanie, au regard du droit international mais le gouvernement israélien conteste ce point de vue.
En 2011, la Haute cour de justice demande la destruction d'une synagogue construite illégalement.

## Source de la traduction
- (en) Cet article est partiellement ou en totalité issu de l’article de Wikipédia en anglais intitulé « El Matan » (voir la liste des auteurs).